# Master
Master – amerykańska grupa muzyczna wykonująca death metal, zaliczana do prekursorów gatunku. Powstała 1983 roku w Chicago w stanie Illinois w USA, występując do 1985 roku pod nazwą Death Strike.
Debiutancki album grupy pt. Master był rejestrowany dwukrotnie. Pierwsze nagranie miało miejsce we współpracy z Jimem Martinellim (gitara) oraz Aaronem Nickeasem (perkusja). Nagrania jednak nie zostały zaakceptowane przez wytwórnie płytową Nuclear Blast. Ponownie partie perkusji zrealizował Bill Schmidt, natomiast ślady gitar Chris Mittleburn, zmodyfikowany album został wydany w 1990 roku.
Pierwsza wersja została wydana w dwa lata później (1992) pod nazwą Speckmann Project. 

## Dyskografia
- (1990) Master/Abomination (split 7 cali)
- (1990) Master (LP)
- (1991) On The Seventh Day God Created... Master (LP)
- (1993) Collection Of Souls (LP)
- (1995) 1995 Demo (Demo)
- (1996) Master/Excision (Split)
- (1998) Faith Is In Season (LP)
- (2000) Live At Mexico City (VHS)
- (2001) Follow Your Savior (EP)
- (2002) Let's Start A War (LP)
- (2003) Unreleased 1985 Album (LP)
- (2003) Pieces (Kompilacja LP)
- (2004) The Spirit of the West (LP)
- (2005) Masterpieces (Kompilacja LP)
- (2005) Four more Years of Terror (LP)
- (2007) Slaves To Society[4]
- (2010) The Human Machine[5]
- (2012) The New Elite[6]
- (2013) The Witchhunt
- (2016) An Epiphany of Hate